# (54693) Garymyers
(54693) Garymyers (2001 FM6) – planetoida z pasa głównego asteroid okrążająca Słońce w ciągu 3,61 lat w średniej odległości 2,35 j.a. Odkryta 19 marca 2001 roku.